# Mike Millard
 (juin 2010).
Si vous disposez d'ouvrages ou d'articles de référence ou si vous connaissez des sites web de qualité traitant du thème abordé ici, merci de compléter l'article en donnant les références utiles à sa vérifiabilité et en les liant à la section « Notes et références ».
Mike Millard (18 mai 1951 - 29 novembre 1994) surnommé « Mike The Mike » (Mike le Micro) était un taper (personne pratiquant l'enregistrement pirate et amateur d'un concert) durant les années 1970 et 1980, enregistrant principalement les concerts de Led Zeppelin, Pink Floyd et de The Rolling Stones en Californie, et particulièrement au Los Angeles Forum. Il enregistra pratiquement tous les concerts au Forum de Los Angeles de 1974 à 1980. Beaucoup de ses enregistrements sont tombés dans les mains des bootleggers, qui les revendaient aux fans.

## Biographie
Débutant avec un simple magnétophone mono, Mike Millard s'équipa rapidement d'un magnétophone stéréo Nakamichi (en) avec des micros AKG Acoustics pour le concert de Led Zeppelin en 1975 dans cette salle. Il utilisait souvent un fauteuil roulant pour y cacher son équipement, prétendant être handicapé (ce qui lui permettait aussi de se placer près de la scène). À la différence de beaucoup de bootlegs audience des années 1970, ses enregistrements ont la particularité d'avoir un excellent son et sont aujourd'hui considérés comme les meilleurs bootlegs audio disponibles.
L'enregistrement de Millard lors du concert de Led Zeppelin du 21 juin 1977 au Forum de Los Angeles (connu pour être enregistré du rang no 6) fut édité sous le nom Listen To This Eddie, il reste un des bootlegs les plus connus de Led Zeppelin. Son enregistrement du morceau ouvrant le concert, The Song Remains The Same, fut utilisé dans l'un des menus du double DVD Led Zeppelin DVD édité en 2003. Millard enregistra tous les concerts de l'année 1975 des Rolling Stones au Forum de Los Angeles, son enregistrement du dimanche 13 juillet 1975, titré LA Friday, est devenu l'un des plus célèbres enregistrements des Rolling Stones en concert.
Millard ne fut jamais à l'origine des ventes des bootlegs et était ouvertement contre la vente illégale de ses enregistrements, comme beaucoup de tapers aujourd'hui.
Millard se suicida en 1994 après avoir connu plusieurs dépressions.